# Grand Challenge Cup

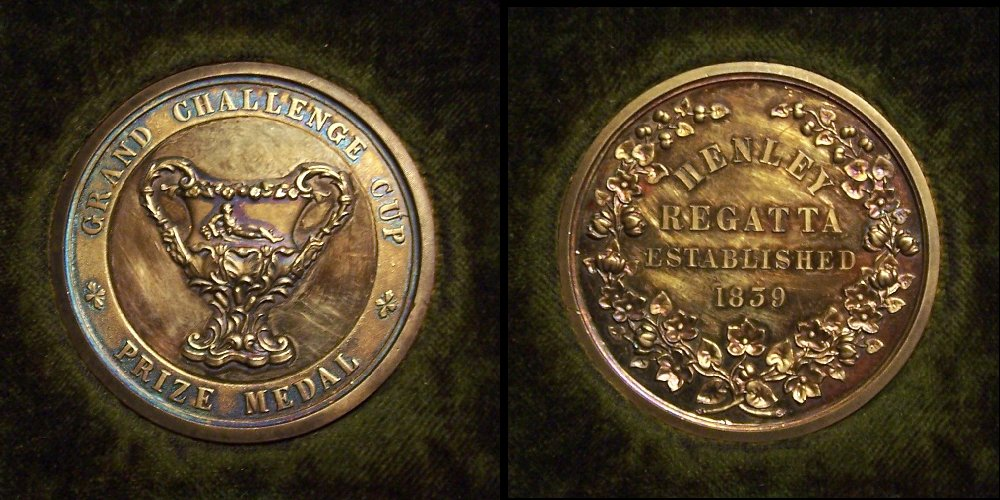
De medaille uit 1937

De Grand Challenge Cup is de open roeiwedstrijd voor de acht-met-stuurman heren.
De wedstrijd vindt sinds plaats op de prestigieuze Henley Royal Regatta te Henley-on-Thames, in Engeland sinds 1839.
De wedstrijd heeft met uitzondering van de jaren in de Eerste en Tweede Wereldoorlog elk jaar sinds 1839 plaatsgevonden. Dikwijls is de halve finale en de finale van de Grand een herhaling van de Olympische finale in acht-met-stuurman heren open gewichtsklasse. 
België
De allereerste buitenlandse winnaars waren de Vlaamse - doorgaans Franstalige - Belgen uit Gent in 1906, met een mix van de Koninklijke Roeivereniging Club Gent en de Koninklijke Roeivereniging Sport Gent. Daarna deden beide verenigingen met (toen nog) Franstalige benamingen het nog minstens één keer over in autonome homogene clubsamenstellingen.
In 1908 behaalde de Koninklijke Roeivereniging Club Gent voor België ook zilver op de Olympische Zomerspelen 1908 van Londen, die voor roeien doorgingen te Henley. Deze club won daar begin 21ste eeuw ook de Thames Challenge Cup.
Nederland
Nederland won deze Grand een eeuw later ook. 
Namelijk in 2004 en 2006.
Ze behaalden in 2004 ook zilver op de Olympische Zomerspelen 2004 van Athene.

## Overzicht 1905 - 1909
1905 Leander Club A. K. Graham, F. S. Kelly, B. C. Johnstone, G. Nickalls, F. J. Escombe, P. H. Thomas, R. B. Etherington-Smith, R H Nelson (stroke), G S Maclagan (cox)  
1906 Koninklijke Roeivereniging Sport Gent mix, Belgium Urbain Molmans, Albert Heye, Alphonse Van Roy, Guillaume Visser, M. Orban, R. Orban, Oscar de Somville, Rodolphe Poma (stroke), Raphael Van der Waerden (cox)  
1907 Royal Club Nautique de Gand, Belgium P. de Geyter, G. Visser, U. Molmans, A. Van Roy, François Vergucht, Polydore Veirman, O. de Somville, R. Poma (stroke), R. Colpaert (cox)  
1908 Christ Church, Oxford A. G. B. Cherry-Garrard, W. A. Akers, F. E. Villiers, A. C. Gladstone, G. E. Hope, E. Majolier, H. R. Barker, C. A. Gladstone (str.), A. St. J. M. Kekewich (cox)  
1909 Royal Club Nautique de Gand, Belgium U. Molmans, G. Visser, St. Kowalski, Rèmy Orban, F. Vergucht, P. Veirman, O. de Somville, M. M. R. Poma (str.), Alfred van Landeghem (cox)